# Meven Mordiern
Meven Mordiern (Bordeus, 1878 - Quintin, Costes del Nord, 1949), nom bretó de René Le Roux se'l considera com a l'inventor del bretó modern amb Fañch Vallée.
Nasqué fora de Bretanya, d'una família originària de Bordeus sense antecedents bretons, i aprengué el bretó en edat adulta. Fou el principal instigador del moviment de creació massiva de neologismes a partir d'arrels cèltiques, seguint el model de l'esperanto. Amb la col·laboració de Fañch Vallée Istor ar Bed (Història del món) i d'altres publicades a la revista Gwalarn. També amb Fañch Vallée dirigí una Istor ar Gelted (Història dels celtes) publicada per Skridoù Breizh el 1944. En els darrers anys de la seva vida va perdre gairebé totes les possessions i morí en la misèria. Com a desafiament al govern de França, va llegar la seva biblioteca al govern dels EUA.

## Publicacions
- Sketla Segobrani. 3 levr moulet e ti Rene Prud'homme. Saint-Brieuc, 1923, 3 volumes (amb Fañch Vallée, James Bouillé, Émile Ernault)
- Notennou Diwar-Benn - Ar Gelted Koz - O Istor hag o Sevenadur Paris, ed. de Bretagne - 1944 (amb Fañch Vallée)
- Notennou Diwar-Benn ar Gelted-Koz o istor hag o sevenadur. Dastumet hag urziet gant Meven Mordiern ha lakaet e brezoneg gant Abherve. [réunies et mise en ordre par Meven Mordiern et traduites en breton par Abherve] Paris, Edition de la Bretagne, 1946.
- Istor eur c'halvedigez, Mouladurioù Hor Yezh, 1986.
- Envorennoù bugeliez Lod. 2, Hor yezh, 2000.
- E fealded va c'houn hag e padelezh va c'harantez. Lesneven, Hor yezh, 2001.